# Robin Lee Bruce
Robin Lee Bruce (Nashville, 7 novembre 1963) è una cantautrice statunitense.

## Biografia
Nel corso della sua carriera Robin Lee ha accumulato quattro ingressi nella Top Country Albums e diciassette nella Hot Country Songs. Attiva anche come autrice per altri artisti, ha scritto canzoni per note interpreti come LeAnn Rimes, Jo Dee Messina, Lila McCann, Tracy Lawrence, Katrina Elam, Roxie Dean e Crystal Shawanda.

## Discografia

### Album in studio
- 1986 – Robin Lee
- 1988 – This Old Flame
- 1990 – Black Velvet
- 1991 – Sweet Dreams

### Raccolte
- 2000 – The Best of Robin Lee

### Singoli
- 1983 – Turning Back the Covers (Don't Turn Back the Time)
- 1983 – Heart for a Heart
- 1984 – Angel in Your Arms
- 1984 – Want Ads
- 1984 – Cold in July
- 1984 – I Heard It on the Radio
- 1985 – Paint the Town Blue (con Lobo)
- 1985 – Safe in the Arms of Love
- 1986 – I'll Take Your Love Anytime
- 1986 – If You're Anything Like Your Eyes
- 1988 – This Old Flame
- 1988 – Shine a Light on a Lie
- 1988 – Before You Cheat on Me Once (You Better Think Twice)
- 1990 – Black Velvet
- 1990 – How About Goodbye
- 1990 – Love Letter
- 1991 – Nothin' But You
- 1991 – Back to Bein' Blue
- 1994 – When Love Comes Callin'